# Черчіз Топуллі

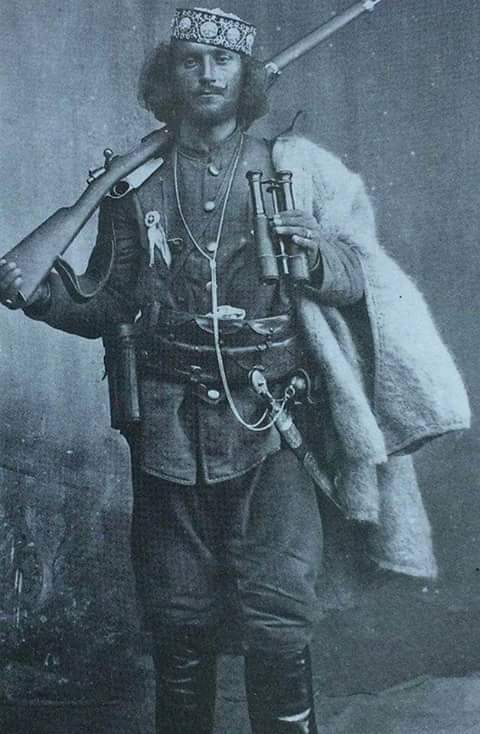
Черчіз Топуллі

Черчіз Топуллі (алб. Çerçiz Topulli; нар. 1880, Гірокастра — пом. 15 липня 1915, Шкодер) — активіст за незалежність Албанії.

## Біографія

### Збройний опір
У родинній атмосфері, в якій він виріс, зокрема, завдяки впливу свого старшого брата Бахо Топуллі, сильно орієнтував свої патріотичні ідеали. Будучи сповненим рішучості домогтися незалежності Албанії, вже у молодому віці брав участь у перших засіданнях негласного комітету за свободу Албанії, який був заснований у його рідному місті Гірокастра.
Після довгого перебування у Софії у 1907 році він повернувся до Албанії. Він видавав газету Shpresa e Shqipërisë (Надія Албанії), де звертався до всіх албанських патріотів піднятися і боротися проти Османської імперії задля незалежності нації. У січні того ж року він став командиром озброєної групи, яка діяла в основному у південній Албанії, у районах Гірокастри і Корчі. Навесні того ж року його підрозділ зробив успішну атаку на командира Османської жандармерії у Гірокастрі, також брав участь у битві проти Османських експедиційних сил.

### Після здобуття незалежності
Після початку Молодотурецької революції Топуллі припинив бойові дії і присвятив себе створенню албаномовних шкіл і патріотичних клубів. Після прийняття Декларації про незалежність у листопаді 1912 року, він брав активну участь у захисті національних інтересів після здобуття незалежності. У 1913–1914 роки він бився проти грецьких військ, прагнучи опанувати південну частину Албанії.
Початок Першої світової війни він зустрів у Шкодері. Після окупації міста армією Чорногорії, Топуллі був заарештований. Військовий суд засудив його разом з близьким соратником до смерті за звинуваченням у розпалюванні заколоту.
18 березня 1934 у Гірокастрі було поставлено пам'ятник Топуллі, скульптор Одісе Паскалі. У 1936 році його останки були передані до Гірокастри де і перепоховані.

## Цитати
Черчіз Топуллі відкидав будь-які релігійні відмінності заради досягнення національного визволення:
Кожен мусульманин зобов'язаний померти за християнина, тому що він є кров'ю його крові; таким же чином, кожен християнин повинен померти за мусульманина, який також кров його власної крові
Топуллі був активним прихильником боротьби проти османів:
Ми йдемо з рушницею у руках, у гори, у пошуках свободи, справедливості, цивілізації і прогресу для всіх ... вигнати Туреччину з нашої улюбленої Батьківщини